# Front Populaire
(Aubervilliers - Saint Denis) Front Populaire – stacja linii nr 12 metra w Paryżu. Stacja znajduje się w gminach Aubervilliers i Saint-Denis. Została otwarta 18 grudnia 2012.